# El Fraile (Insel)
El Fraile ist eine kleine philippinische Insel in der Bucht von Manila, etwa 9 km südöstlich der Insel Corregidor und rund 3,5 km westlich von Cavite. Sie ist wegen der dort von den USA kurz vor dem Ersten Weltkrieg errichteten Befestigungsanlage Fort Drum bekannt. Die Insel selbst war 1898 im Rahmen des Spanisch-Amerikanischen Krieges unter die Kontrolle der Vereinigten Staaten gefallen (die Philippinen hatten bis zu diesem Zeitpunkt unter der Oberhoheit der spanischen Krone gestanden). Im Zweiten Weltkrieg war die Insel mehrfach Schauplatz von schweren Kämpfen. Seit die Philippinen ihre Unabhängigkeit erlangt hatten (1946), steht die Inselruine unter Verwaltung des philippinischen Militärs. 

## Fort Drum
Zwischen 1910 und 1914 wurde die Insel von Pionieren der US-Armee eingeebnet und zu einer Festungsinsel ausgebaut. Sie hatte anschließend die Form eines 106 Meter langen und bis zu 44 Meter breiten Schiffes aus Beton, weswegen die so umgebaute Insel auch als concrete battleship („Betonschlachtschiff“) bezeichnet wurde. Die Munitionsdepots, die Maschinenräume und die Quartiere der 200 Mann starken Garnison (59th Coast Artillery Regiment) waren von einem bis zu elf Meter dicken Stahlbetonmantel umgeben, die Stahlbetondecke über der Insel ist sechs Meter dick. Auf der zwölf Meter über dem Wasser liegenden Betondecke der Insel wurden wie auf einem Schlachtschiff zwei Geschütztürme mit je zwei 35,6-cm-Geschützen errichtet; der Munitionsvorrat lag bei insgesamt 444 35,6-cm-Granaten. Die Reichweite dieser Geschütze lag bei etwa 17.600 Metern. Dazu kamen vier 15,2 cm-Geschütze in seitlichen Kasematten sowie ein rund 18 Meter hoher Gittermast, welcher die Feuerleitsysteme für die Artillerie trug. In den 1930er Jahren wurden ferner zwei 7,62-cm-Flugabwehrkanonen auf der Insel aufgestellt. Zusammen mit anderen Festungen wie Corregidor sollte Fort Drum den Zugang zur Bucht von Manila für gegnerische Schiffe sperren.

## Geschichte
Während der Eroberung der Philippinen im Zweiten Weltkrieg wurde Fort Drum von den Japanern mindestens fünfmal aus der Luft bombardiert, wobei auch der Turm zur Feuerleitung am 6. Februar 1942 zerstört wurde. Gleichwohl wurde bei diesen Angriffen der Betonmantel allerdings nicht durchschlagen. Ferner wurde die Insel aus Richtung Cavite wiederholt von japanischer Heeresartillerie beschossen. Mit seiner Artillerie unterstützte Fort Drum zwar die US-Verteidigung in der Manilabucht, da die Geschütze jedoch vorwiegend gegen Seeziele ausgerichtet waren und panzerbrechende Granaten verschossen (die nicht zur Bekämpfung von Landzielen im Dschungel geeignet waren) und da der Turm zur Feuerleitung bereits zerstört worden war, blieb die Wirkung begrenzt. Nach der Kapitulation von Corregidor ergab sich auch Fort Drum am 6. Mai 1942 und wurde anschließend von japanischen Truppen besetzt. Zuvor waren durch die US-Besatzung die Geschütze auf der Insel unbrauchbar gemacht worden, so dass die Japaner diese später nicht mehr nutzen konnten – und die sie während des Krieges über auch nicht mehr reparierten.

Bei der Rückeroberung der Philippinen durch die Alliierten wurde Fort Drum ab Januar 1945 – diesmal von der US-Luftwaffe – erneut mehrfach bombardiert. Dabei zerschlug ein Volltreffer einer Bombe eines B-24-Bombers am 27. Januar 1945 eines der Geschützrohre des vorderen (inaktiven) 35,6-cm-Zwillingsturmes. Eine Begutachtung der Bombenschäden nach Kriegsende im September 1945 durch die US-Streitkräfte zeigte allerdings, dass selbst 907-Kilogramm-Bomben (2.000 Pfund) die Betondecke der Insel nicht durchschlagen und nur oberflächliche Beschädigungen verursacht hatten. 

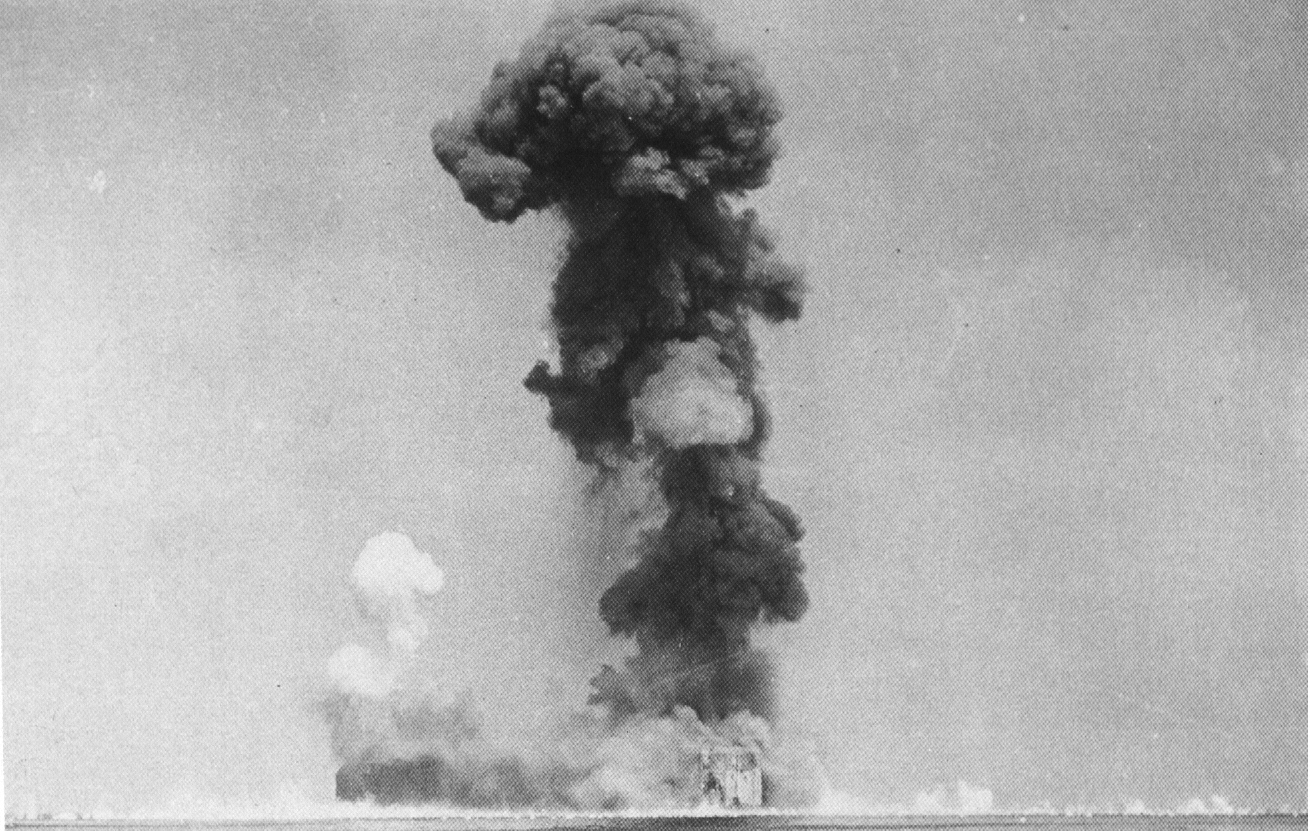
Explosion der US-Sprengladungen auf der Insel am 13. April 1945.

Am 13. April 1945 wurden mit Hilfe eines umgebauten Landungsschiffes US-Truppen auf der Betondecke des Forts abgesetzt, darunter Teile des 113th Combat Engineer Bataillons sowie einer Kompanie des 2. Bataillons des 151. Infanterieregimentes. Ihnen gelang es gegen nur sehr geringe Gegenwehr die Oberfläche der Insel zu sichern (die US-Truppen beklagten später drei Verwundete). Zu diesem Zeitpunkt befanden sich insgesamt nur noch 68 japanische Soldaten im Inselinneren beziehungsweise in den Bunkerräumen unterhalb der Betondecke. Da diese nicht bereit waren sich zu ergeben, pumpten die Amerikaner rund 9.500 Liter Dieseltreibstoff und Benzin durch die Lüftungsschächte und präparierten die Schächte mit Phosphorgranaten und rund 270 Kilogramm TNT. Nachdem die Japaner eine letzte Aufforderung zur Kapitulation abgelehnt hatten, zündeten die US-Truppen mit Verzögerungszündern die Sprengladungen. Die gewaltige Explosion auf der Insel wurden von alliierten Schiffen in der Manilabucht gefilmt, Trümmerteile wurden über 100 Meter hoch geschleudert. Die gesamte japanische Besatzung kam durch die Explosionen und den Brand ums Leben. Fort Drum brannte im Inneren vollständig aus, infolge der starken Hitzeentwicklung konnte die Insel erst nach drei Tagen betreten werden. Damit war der letzte japanische Widerstand in der Manilabucht beendet.
Die Ruine von Fort Drum mit ihren funktionsunfähigen Geschütztürmen liegt weiterhin am Eingang der Bucht von Manila. Bis in die 1960er Jahre hinein wurden die verwüsteten Innenräume weitgehend von allen noch verwertbaren Metallteilen entblößt. Die Insel wird heutzutage von der philippinischen Marine verwaltet.